# Torre Enriqueta i portalada
La Torre Enriqueta i portalada és una obra de la Garriga (Vallès Oriental) protegida com a Bé Cultural d'Interès Local.

## Descripció
Edificació aïllada de grans dimensions envoltada de jardí. De planta rectangular, consta de planta baixa i dues plantes pis. Està estructurada en dos cossos i un cos adossat a manera de torrassa amb coberta esglaonada de trencadís; la resta de la casa es corona amb coberta inclinada de teula àrab. La part més significativa de l'edifici la constitueix el tractament donat a la planta superior tot incorporant finestres d'arc de mig punt aparellades situades sota una arcuació continua que envolta el perímetre de la casa que confereix una imatge neogòtica a la construcció.
La portalada actual de la Torre Enriqueta està situada entre dues pilastres de secció quadrada molt estilitzades, estan coronades per un pinacle amb rajola de trencadís, igual que a la resta de la tanca de la finca. La portalada de ferro es va traslladar des de la ronda Carril, és una gran porta central de dues batents flanquejada per una porta lateral a banda i banda, d'accés per a les persones. Es tracta d'una porta en la qual es combinen diverses tècniques i està organitzada en tres registres. A la part inferior hi ha barrots de secció quadrada sobre la qual hi ha aplicat un entramat romboïdal amb flors. A la part central hi ha barrots tornejats de forma helicoïdal. Coronant la port sobre el mar en que antigament hi havia el nom, hi ha una sèrie d'espais quadrangulars dins els quals es cargolen un conjunt de flors. En els extrems dels muntants de les portes hi ha uns florons seguint la mateixa tipologia que les flors de la resta de la porta. Aplicat sobre les pilastres hi ha dos fanals de tipus modernista i el timbre.